# Örök lányok
Az Örök lányok (eredeti cím: The Banger Sisters)  2002-ben bemutatott amerikai filmvígjáték. Rendező Bob Dolman, a főszerepben Goldie Hawn és Susan Sarandon.

## Rövid történet
Rockegyüttesek körül egykor lebzselő legjobb barátnők húsz év után újra találkoznak; az egyik még mindig olyan vad, mint valaha, míg a másik konzervatívabb életmódot folytat.

## Cselekmény
|  | Alább a cselekmény részletei következnek! |

Suzette (Goldie Hawn) egy bárban dolgozik az italpultnál, de váratlanul kirúgják. A szobájában régi fényképeket vesz elő, majd elhatározza, hogy felkeresi 20 éve nem látott barátnőjét, aki Phoenixben él ügyvéd férjével és két középiskolás lányával.
Útközben elfogy a készpénze, ezért nem tud tankolni. A vegyesboltban sikertelenül próbál 1-1 dollárt kunyerálni egy busz utasaitól, akik épp akkor érkeztek. Csak egy pedáns férfi, Harry (Geoffrey Rush) ad neki annyi pénzt, amennyivel meg tud tankolni, ha elviszi őt Phoenixbe. A férfi sikeres forgatókönyv író volt Hollywoodban és elhatározta, hogy visszatér szülővárosába, hogy megölje az apját; megmutatja a pisztolyát is, amiben egyetlen golyó van. A pisztolyt mechanikus írógépe mellett tárolja. 
Suzette a barátnője házánál megállva észreveszi, hogy éppen az érettségiző nagylányt búcsúztatják, aki bulizni megy a barátaival. Suzette látja az elegáns és drága környezetet és ruhákat, ezért visszafordul a hotelhez, ahol a férfi szobát vett ki magának. Suzette kissé megzsarolja, hogy elmondja, mire készül, mire a férfi beengedi a szobájába.
Suzette fáradt, ezért elalszik, Henry azonban nem tud elaludni, mert bulizók zajonganak az ajtaja előtti folyosón. Suzette kimegy és barátnője lányával találkozik, aki eléggé rosszul van, mert nem csak ivott, hanem kábítószert is bevett. Suzette betereli a szobába, ahol a lány lehányja az ágyat, de ettől megkönnyebbül és elalszik.
Suzette másnap reggel hazafuvarozza a lányt. Egykori barátnője, Vinny (Susan Sarandon) eleinte nem akarja megismerni, majd 5000 dollárt ajánl neki, ha azonnal elmegy. Suzette nem fogadja el a pénzt, de megbántva visszamegy a hotelbe.
Vinny felkeresi a hotelben és ebédelni hívja, hogy beszélgetni tudjanak, de hirtelen be is mutatja neki középosztálybeli életét, amiben (úgy látszik) nincs helye Suzette-nek, majd elmegy.
Suzette este beszélgetni kezd Harryvel, majd szeretkeznek (amit a férfi 10 éve nélkülözött).
Másnap Vinny egy újabb virágcsokorral állít be a hotelbe, de Suzette inkább elmegy vele a kisebbik lánya autóvezetői vizsgájára (ami nem sikerül). Kiderül, hogy Suzette megnagyobbíttatta a melleit, mert nem szerette, hogy olyan kicsik. Hazaérve a nagyobbik lány és a barátja meztelenül a ház medencéjében szeretkeznek, amit Vinny locsolással és kiabálással akadályoz meg. Megérkezik a férj, aki csodálkozik, hogy konszolidált feleségének milyen dekoratív barátnője van. Ebéd közben is folytatódik a csodálkozás a lányok részéről, amikor megtudják, hogy anyjuk fiatal korában szeretett táncolni, bulizni és rock-koncertekre járt. Vinny felhívja a figyelmüket Suzette egyik tetoválására, ami egy koronás gyík-királyt ábrázol, ami Jim Morrisont jelképezi (róla azonban a lányok nem tudják, hogy ki volt). Vinny váratlanul kiakad, leönti a férjét sült hússal, majd magához veszi a borosüveget és távozik.
Harry felhívja Suzette-et azzal a hírrel, hogy nagyon belelendült az írásba, és hogy szereti a lányt.
Vinny a ruhái között válogatva dühösen állapítja meg, hogy minden kiskosztümje unalmas darab. Végül elmegy a hotelbe, levágja a haját, átöltözik a Suzette-től kapott ruhákba, és Suzette-tel bulizni mennek. Közben Harry tovább gépel.
A bulizás után hazaérve lemennek az alagsorba, ahol Vinny az emlékeit tárolja. Itt előkerül egy doboz, benne „a rock dákó kollekció”, amiben azoknak a meztelen férfiaknak a nemi szervei vannak lefényképezve, akikkel annak idején lefeküdtek (vagy más módon kielégítették őket). Vinny és Suzette ugyanis az együttesek körül lebzselő, szexuálisan könnyen kapható, ún. groupie volt. Nagy nevetések közben találgatják, hogy melyik kép kihez tartozik. Mivel Vinny a dobozban egy ottfelejtett füves cigit is talál, azt közösen elszívják.
A nagy zaj miatt megjelenik a férj, meglátja a meztelen férfiakat ábrázoló képeket szétszórva a padlón és először azt feltételezi, hogy a nők fotósok voltak. Lavinia azonban bevallja neki, hogy ők „groupik” voltak, a képeken zenészek nemi szervei láthatók (és pár technikusé). A nagyobbik lány azzal a hírrel jön, hogy a húga elment a vezetést gyakorolni és kisebb baleset érte. Elmennek a kórházba, ahol Lavinia megpróbál a családjával őszintén beszélni, de azok nem nagyon hallgatnak rá. A nagyobbik lány Suzette-et okolja, hogy felforgatta a családjuk életét. Suzette-nek ez rosszul esik, felhívja Harry-t, és megmondja neki, hogy vissza akar utazni Los Angelesbe, és hogy a férfi neki nem jelentett semmit. Harry nagyon megbántódik. 
Visszatérve a szállóba, észreveszik, hogy a férfi összepakolt, kihajította az írógépet a tizedik emeletről a szálló medencéjébe, magához vette a pisztolyát és elment. Suzette-nek rémlik, hogy említette egy öregek otthona nevét, amiről azonban Vinny úgy tudja, hogy egy temető neve. Gyorsan odamennek és Harryt ott találják. Próbálnak a lelkére beszélni, mert Suzette rájön, hogy mivel a férfi apja még gyerekkorában meghalt, Harry saját magát akarja megölni, hogy így számoljon le az apjával, aki sohasem szerette őt. Vita közben Vinny elüti a gyalogtempóban haladó férfit. Miközben felsegítik a földről, Suzette elveszi tőle a pisztolyát, a levegőbe lő vele, majd visszaadja a fegyvert.  Majd biztatják, hogy béküljön ki az apja emlékével.
Hannah Kingsley, a nagyobbik lány iskolai búcsúbeszédet mond, amelyben az őszinteséget hangsúlyozza ki. 
Raymond, a férj örömmel fogadja az ünnepség helyszíne előtt a (még mindig) bulis öltözetben lévő feleségét és Suzette-et is. Az ünnepség után Suzette búcsút vesz a családtól. Vinny kijelenti, hogy máskor is örömmel várja.
Suzette és Harry együtt utaznak el, bele a naplementébe.
|  | Itt a vége a cselekmény részletezésének! |

## Szereplők
| Szereplő                          | Színész           | Magyar hang        |
| --------------------------------- | ----------------- | ------------------ |
| Suzette                           | Goldie Hawn       | Vándor Éva         |
| Lavinia Kingsley / Vinny          | Susan Sarandon    | Andresz Kati       |
| Harry Plummer, író                | Geoffrey Rush     | Orosz István       |
| Hannah Kingsley, a nagyobbik lány | Erika Christensen | Zsigmond Tamara    |
| Raymond Kingsley, a férj          | Robin Thomas      | Csankó Zoltán      |
| Ginger Kingsley, a kisebbik lány  | Eva Amurri        | Bogdányi Titanilla |
| Jules                             | Matthew Carey     | Zilah Szabolcs     |
| Jake, a csapos                    | Andre Ware        | Kapácsy Miklós     |

## Megjelenése
Magyarországon 2003. szeptember 2-án jelent meg DVD-n.

## Díjak és jelölések
- Golden Globe-díj (2002)
  - jelölés: Golden Globe-díj a legjobb női főszereplőnek – filmmusical vagy vígjáték (Goldie Hawn)

## Külső hivatkozások
- Hivatalos oldal
- Örök lányok a PORT.hu-n (magyarul)
- Örök lányok az Internet Movie Database-ben (angolul)
- Örök lányok a Rotten Tomatoeson (angolul)
- Örök lányok a Box Office Mojón (angolul)
- Örök lányok